# Beniamino Stella
Beniamino Stella, född 18 augusti 1941 i Pieve di Soligo, är en italiensk kardinal och ärkebiskop. Han var prefekt för Kongregationen för prästerskapet från 2013 till 2021.

## Biografi
Beniamino Stella är son till Giuseppe Stella och Rosa Pederiva. Han studerade vid Påvliga Lateranuniversitetet i Rom samt vid Påvliga diplomatiska akademin, där han blev doktor i kanonisk rätt. Stella prästvigdes av sin farbror, ärkebiskop Costantino Stella, den 19 mars 1966. År 1970 inträdde han i Heliga Stolens diplomatiska kår.
I augusti 1987 utnämndes Stella till titulärärkebiskop av Midila och biskopsvigdes av påve Johannes Paulus II i Peterskyrkan den 5 september samma år. Påven assisterades vid detta tillfälle av ärkebiskop, sedermera kardinal, Eduardo Martínez Somalo och biskop Jean Orchampt. Stella blev tillika påvlig nuntie i Centralafrikanska republiken, Kongo och Tchad. Under de närmaste tjugo åren hade Stella en rad diplomatiska uppdrag, bland annat som nuntie i Kuba och Colombia.
År 2007 utnämndes Stella till ordförande för Påvliga diplomatiska akademin. Påve Franciskus utnämnde Stella i september 2013 till prefekt för Kongregationen för prästerskapet.
Den 22 februari 2014 upphöjde påve Franciskus Stella till kardinaldiakon med Santi Cosma e Damiano som titeldiakonia. Stella deltog i extraordinarie biskopssynoden om familjen i oktober 2014 och i ordinarie biskopssynoden om familjen i oktober 2015.
Den 1 maj 2020 upphöjde påve Franciskus Stella till kardinalbiskop av Porto-Santa Rufina.